# Esad Ribić
Esad T. Ribić (Zagreb 1972.)  hrvatski crtač stripa

## Životopis
Završio je Školu za primijenjenu umjetnost i dizajn u Zagrebu, smjer grafički dizajn. Stripom i ilustracijom počinje se baviti početkom 90-tih crtajući stripove i ilustracije za Plavi zabavnik i horor strip Gespenster za njemačkog izdavača Bastei. Radio je u Zagreb filmu kao animator filmova Malih letećih medvjedića, Šegrta Hlapića, Ad astra i drugih. U Hrvatskoj je napravio serijal od 14 naslovnica za Algoritam: serijal o Milesu Vorkosiganu autorice Lois McMaster Bujold, te 3 naslovnice za knjige Georga R.R. Martina.

### Stripovi za američke izdavače
1996. počinje suradnju s američkim izdavačem Antarctic Pressom iz Teksasa, za koje je radio nekoliko godina. Edvin Biuković preporučio ga je urednicima DC/Vertiga, i došao je poziv prvo iz Marvela, a onda i iz DC/Vertiga.

## Stripovi/strip albumi
- Toxin 2005.
- Loki Marvel 2005.
- Srebrni letač: Requiem 2007.
- Sub-Mariner: The Depths 2008.
- Secret Wars 2015. – 2016.